# تيم بومونت
تيم بومونت (بالإنجليزية: Timothy Beaumont, Baron Beaumont of Whitley) هو كاهن انجليكاني وسياسي بريطاني، ولد في 22 نوفمبر 1928، وتوفي في 8 أبريل 2008 في لندن في المملكة المتحدة. حزبياً، نشط في الديمقراطيون الليبراليون. وقد انتخب عضو مجلس اللوردات.